# エコモット
エコモット株式会社（英文社名：Ecomott Inc.）は、北海道札幌市中央区北1条東に本社を置く、日本のシステムインテグレータ。

## 概要
エコモットは2007年に札幌市で設立されたシステム開発会社。土木工事のシステム開発、地方公共団体向け防災ソリューションの提供、IoT機器の開発などを手掛ける。2017年札幌証券取引所アンビシャスに上場。2018年に東京証券取引所マザーズに上場。

## 沿革
- 2007年 札幌市白石区にエコモット株式会社を設立[7]。
- 2009年 札幌市西区に本社を移転[7]。
- 2013年 札幌市中央区に本社を移転[7]。
- 2016年 株式会社テラスカイと業務・資本提携を締結[7]。
- 2017年 札幌証券取引所アンビシャスに上場[7]。
- 2018年 東京証券取引所マザーズに上場[7]。
- 2019年 KDDI株式会社と業務・資本提携を締結[7]。
- 2021年 株式会社フィットを子会社化